# Odontites vernus
L'odontite primaverile (nome scientifico Odontites vernus Dumort., 1827) è una pianta erbacea appartenente alla famiglia delle Orobanchaceae.

## Etimologia
Il nome generico (Odontites) deriva dal greco "odos" o "odontos" (= dente, del dente). Tale nome appare per la prima volta in uno scritto di Gaio Plinio Secondo (Como, 23 – Stabiae, 25 agosto 79]), scrittore, ammiraglio e naturalista romano, e si riferisce al suo uso per il trattamento del mal di denti. L'epiteto specifico (vernus) significa "primavera, della primavera" e fa riferimento al periodo di fioritura di questa pianta.
Il binomio scientifico della pianta di questa voce è stato proposto per la prima volta dal botanico, naturalista e politico belga Barthélemy Charles Joseph Dumortier (Tournai, 3 aprile 1797 – 9 giugno 1878) nella pubblicazione "Florula belgica, opera majoris prodromus - 32; Reichb. Fl. Germ. Excurs. 359." del 1827.

## Descrizione
Queste piante raggiungono una altezza di 1 - 3 dm. La forma biologica è terofita scaposa (T scap), ossia in generale sono piante erbacee che differiscono dalle altre forme biologiche poiché, essendo annuali, superano la stagione avversa sotto forma di seme e sono munite di asse fiorale eretto e spesso privo di foglie. Sono piante semiparassite (ossia contengono ancora clorofilla) e sono provviste di uno o più austori connessi alle radici ospiti per ricavare sostanze nutritive. Tutta la pianta è pubescente.

### Radici
Le radici sono tipo fittone.

### Fusto
La parte aerea del fusto è ginocchiata alla base e quindi eretta e abbondantemente ramosa; la sezione è quadrangolare e la superficie è pubescente.

### Foglie
Le foglie lungo il caule sono disposte in modo opposto con portamento patente o ribattuto. Sono sessili o appena picciolate. Spesso alla fioritura sono scomparse. La forma della lamina varia da lineare a lanceolata con bordi appena dentati. Dimensione della lamina lineare: larghezza 1 mm; lunghezza 6 mm. Dimensione della lamina lanceolata: larghezza 6 mm; lunghezza 15 – 20 mm.

### Infiorescenza
Le infiorescenze sono formate da racemi allungati spiciformi unilaterali. L'infiorescenza all'apice è spesso pendula. Il primo paio di foglie al di sopra della coppia superiore di rami è provvisto di fiori ascellari. Le brattee dell'infiorescenza sono lunghe 10 – 13 mm e superano i fiori.

### Fiore
I fiori sono ermafroditi, zigomorfi e tetraciclici (con i quattro verticilli fondamentali delle Angiosperme: calice – corolla – androceo – gineceo). in genere sono più o meno pentameri (ogni verticillo ha 5 elementi). Lunghezza del fiore:  8 – 12 mm.
- Formula fiorale: per questa pianta viene indicata la seguente formula fiorale:

X, K (4), [C (2+3), A 2+2], G (2), (supero), capsula
- Calice: il calice, gamosepalo, ha quattro denti (tetramero); la forma è tubulosa-conica-campanulata. La superficie del calice è pubescente. Lunghezza del calice : 4 – 5 mm.
- Corolla: la corolla, pentamera (a cinque lobi) e simpetala, è bilabiata; il labbro inferiore ha tre lobi più o meno interi; la superficie è pubescente; il colore è roseo-vinoso o giallastro. La corolla in genere è più lunga del calice ed è priva dello sperone. Lunghezza della corolla: 7 – 9 mm.
- Androceo: gli stami dell'androceo sono quattro didinami; sono inseriti nel tubo corollino. Le antere sono glabre e sporgono dalle fauci corolline. Le antere sono conniventi ed hanno una loggia portante un cornetto allungato (i cornetti sono uguali fra di loro). Le sacche polliniche hanno l'estremità inferiore a forma di freccia[10]
- Gineceo: i carpelli del gineceo sono due e formano un ovario unico supero biloculare (derivato dai due carpelli iniziali). Lo stilo è unico lievemente più lungo degli stami ed è inserito all'apice dell'ovario; lo stimma è capitato.
- Fioritura: da maggio a luglio.

### Frutti
Il frutto è del tipo a capsula deiscente; la forma è obovata con superficie pubescente; sporge appena dal calice. I semi sono numerosi. Lunghezza della capsula: 6 – 8 mm. Dimensione dei semi: 1,5 mm.

## Riproduzione
- Impollinazione: l'impollinazione avviene tramite insetti (impollinazione entomogama).
- Riproduzione: la fecondazione avviene fondamentalmente tramite l'impollinazione dei fiori (vedi sopra).
- Dispersione: i semi cadendo a terra (dopo essere stati trasportati per alcuni metri dal vento per merito del pappo – disseminazione anemocora) sono successivamente dispersi soprattutto da insetti tipo formiche (disseminazione mirmecoria).

In queste piante il semiparassitismo è tale per cui anche i semi per germogliare hanno bisogno della presenza delle radici della pianta ospite; altrimenti le giovani piantine sono destinate ad una precoce degenerazione.

## Distribuzione e habitat

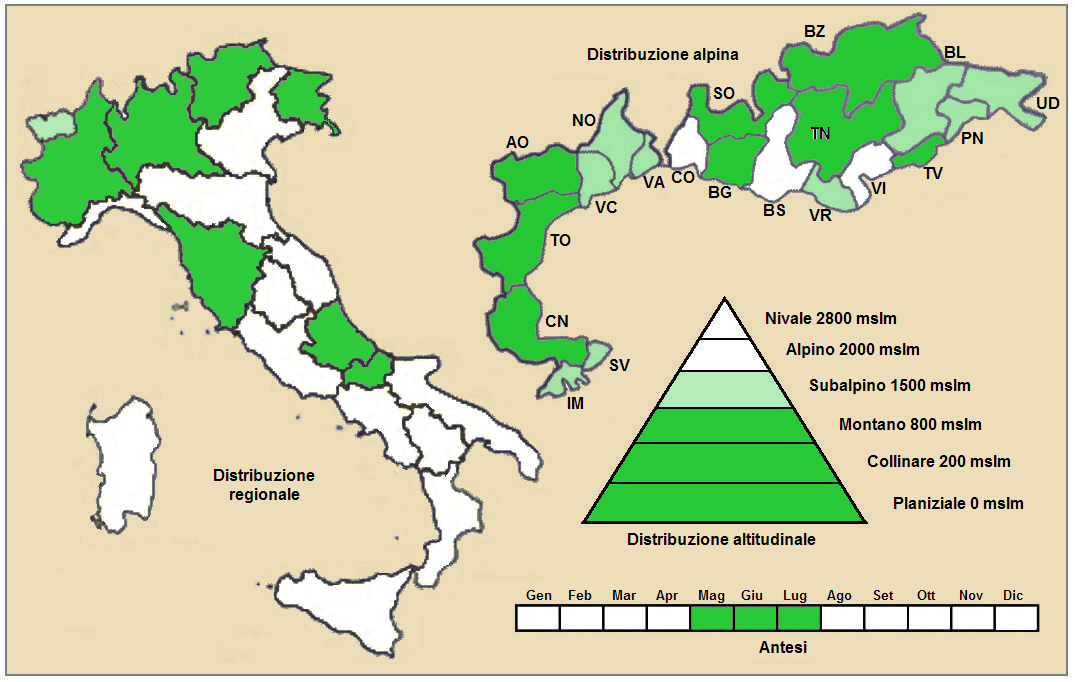
Distribuzione della pianta
(Distribuzione regionale – Distribuzione alpina)

- Geoelemento: il tipo corologico (area di origine) è Eurasiatico.
- Distribuzione: in Italia è questa specie è presente al Nord e in modo discontinuo al Centro. Nelle Alpi è presente, ma in modo discontinuo, in tutti i settori sia nel versante italiano che in quello nord. Sugli altri rilievi europei collegati alle Alpi si trova nella Foresta Nera, Vosgi, Massiccio del Giura, Massiccio Centrale, Alpi Dinariche e Carpazi.[13] Nel resto dell'Europa si trova in modo discontinuo dalla Penisola Iberica alla Russia e dalla Scandinavia alla Grecia (compresa l'Anatolia).[1]
- Habitat: l'habitat tipico per questa pianta sono i campi argillosi e lungo i sentieri; ma anche i campi, le colture, le vigne, gli oliveti e in genere gli incolti. Il substrato preferito è sia calcareo che siliceo con pH neutro, medi valori nutrizionali del terreno che deve essere umido.[13]
- Distribuzione altitudinale: sui rilievi queste piante si possono trovare fino a 1500 m s.l.m.; frequentano quindi i seguenti piani vegetazionali: collinare, montano e in parte quello subalpino (oltre a quello planiziale – a livello del mare).

### Fitosociologia
Dal punto di vista fitosociologico questa specie appartiene alla seguente comunità vegetale:
Formazione: delle comunità terofitiche pioniere nitrofile
Classe: Stellarietea mediae
Ordine: Centaureetalia cyani
Alleanza: Scleranthion annui

## Tassonomia
La famiglia di appartenenza della specie (Orobanchaceae) comprende soprattutto piante erbacee perenni e annuali semiparassite (ossia contengono ancora clorofilla a parte qualche genere completamente parassita) con uno o più austori connessi alle radici ospiti. È una famiglia abbastanza numerosa con circa 60 - 90 generi e oltre 1700 - 2000 specie (il numero dei generi e delle specie dipende dai vari metodi di classificazione) distribuiti in tutti i continenti. Il genere Odontites è distribuito soprattutto in Europa con una trentina di specie di cui 7 sono presenti nella flora spontanea italiana.
- Basionimo: per questa specie il basionimo è: Euphrasia verna Bellardi, 1788 (famiglia Scrophulariaceae).[13]

### Filogenesi
La classificazione tassonomica del Odontites vernus è in via di definizione in quanto fino a poco tempo fa il suo genere apparteneva alla famiglia delle Scrophulariaceae (secondo la classificazione ormai classica di Cronquist), mentre ora con i nuovi sistemi di classificazione filogenetica (classificazione APG) è stata assegnata alla famiglia delle Orobanchaceae (tribù Rhinantheae).
Il numero cromosomico per questa specie è: 2n = 40.

### Sinonimi
Questa entità ha avuto nel tempo diverse nomenclature. L'elenco seguente indica alcuni tra i sinonimi più frequenti:
- Euphrasia verna Bellardi
- Odontites ruber subsp. vernus (Bellardi) Wettst.

### Specie simili
Una specie molto simile a quella di questa voce è Odontites vulgaris Moench.. Si distingue per i seguenti caratteri: il portamento è più alto (fino a 50 cm); la forma delle brattee dell'infiorescenza è ampiamente lanceolata con bordi densamente seghettati e sono lunghe più di 13 mm (generalmente superano i fiori); il primo paio di foglie al di sopra della coppia superiore di rami non è provvista di fiori ascellari. Il portamento di questa specie è di tipo autunnale.  L'habitat tipico per questa pianta sono gli ambienti umidi.

## Altre notizie
La odontite primaverile in altre lingue è chiamata nei seguenti modi:
- (DE)  Früher Zahntrost, Acker Zahntrost
- (FR)  Odontitès du printemps
- (EN)  Red Bartsia